# Stazione di Inazumi-Kōen
La stazione di Inazumi-Kōen (稲積公園駅?, Inazumi-Kōen-eki) è una delle stazioni della città di Sapporo situata sulla linea principale Hakodate e nel quartiere di Teine-ku

## Struttura
La stazione è dotata di una banchina a isola che serve 2 binari.
| 1 | ■ Linea principale Hakodate |  | Per Teine e Otaru                               |
| 2 | ■ Linea principale Hakodate |  | Per Sapporo, Iwamizawa e Aeroporto Shin-Chitose |